# Eisenstadt-Umgebung
Eisenstadt-Umgebung é um distrito (Bezirk) da Áustria, situado no estado da Burgenlândia (Burgenland). A capital do distrito é a cidade de Eisenstadt.